# Maledicció d'Accad
La maledicció d’Accad és el nom modern d’una obra literària sumèria, escrita al voltant del segle xxi aC (període de la tercera dinastia d’Ur). És una reinterpretació mitològica de la caiguda de la dinastia d'Accad (vers 2340-2190 aC).
El text comença amb una evocació de les dinasties de Kix i Uruk, que precedeixen a la dinastia d'Accad, seguint la voluntat del rei dels déus Enlil, que ofereix la sobirania de Sargon sobre Sumer. La gran deessa Inanna es va instal·lar llavors al seu temple d'Accad, assegurant la prosperitat de la dinastia, el seu domini sobre països estrangers i la felicitat dels pobles de l'imperi. El rei Naram-Sîn (històricament net de Sargon) adquireix llavors un poder sense precedents. Proporciona al temple d’Inanna ofrenes fastuoses. Però el déu Enlil, des de la seva ciutat de Nippur, li retira els seus favors (per una raó no determinada pel text), i els altres grans déus Inanna, Enki i An, al seu torn, retiren el seu suport a Accad. Naram-Sîn s'assabenta d’això en un somni i s'hi preocupa, després consulta presagis sobre la conveniència de reconstruir el temple d’Enlil, però no rep una resposta favorable del déu, cosa que confirma que no obtindrà els favors del rei dels déus. Aleshores comet un acte de bogeria: saqueja el temple d’Enlil. Les represàlies del gran déu són terribles; es desencadena contra el regne d’Accad els Gutis, gent de les muntanyes que es descriure com desconeixedors de tots els principis de la civilització, que devasten les grans ciutats del regne. Els grans déus pronuncien llavors la maledicció de la ciutat d'Accad, condemnada a no ser reconstruïda, per tal de calmar Enlil.
Per tant, aquest text vol explicar en la ideologia religiosa i política de Mesopotàmia la caiguda del poderós imperi d’Accad. Escrit durant la tercera dinastia d’Ur que la succeeix (les tauletes del text trobades a Nippur daten d’aquest període), també pretén legitimar la presa del poder per part d’aquest darrer. Segons la tradició dominant d’aleshores, és el déu Enlil, sobirà dels déus, qui crea i destrueix les dinasties, segons un principi de successió dinàstica que vol que només regni una dinastia alhora, encara que de fet n’hi hagi sovint diverses regnes rivals alhora. Aquesta ideologia política també emergeix de la llista reial sumèria, una primera versió de la qual data del mateix període. La caiguda d'una dinastia i l'entronització d'una altra es deuen, doncs, a les voluntats dels déus, principalment d'Enlil, que el text no té la molèstia d'explicar (l'acte sacrilegi de la destrucció del temple d'Enlil es va dur a terme després que Enlil hagués retirat els seus favors a Naram-Sîn, encara que aquest últim encara estava al poder), com si es tractés d’un destí les raons de la qual són inaccessibles per als humans. Aquí hi ha els Gutis, un poble «bàrbar» als ulls dels mesopotàmics i, per tant, culpable de molts vicis, que són l’instrument de la voluntat destructiva del déu.
De fet, Naram-Sîn no va ser l'últim rei d'Accad, perquè el van succeir uns quants altres governants, sota els regnats dels quals, aquest poderós regne va declinar, de fet, almenys en part després de la intrusió dels grups Gutis, però també sota l'efecte d'altres forces centrífugues procedents de les grans ciutats del regne. Però, sens dubte, era necessari simplificar les coses per explicar com havia estat capaç de caure aquest imperi el poder del qual va romandre present a la memòria col·lectiva fins al final de la civilització mesopotàmica, reduint la dinastia a l’oposició entre el gloriós Sargon (el seu fundador) i l’orgullós Naram-Sîn (arquitecte de la seva caiguda). Irònicament, les tauletes datades del seu regnat van mostrar que Naram-Sîn havia emprès importants obres al temple d'Enlil, que es van dur a terme fins al seu final.